# Puccinellia strictura
Puccinellia strictura är en gräsart som beskrevs av Liang Liu. Puccinellia strictura ingår i släktet saltgrässläktet, och familjen gräs. Inga underarter finns listade i Catalogue of Life.